# Pomme de lait
Pomme étoile, Caïmite

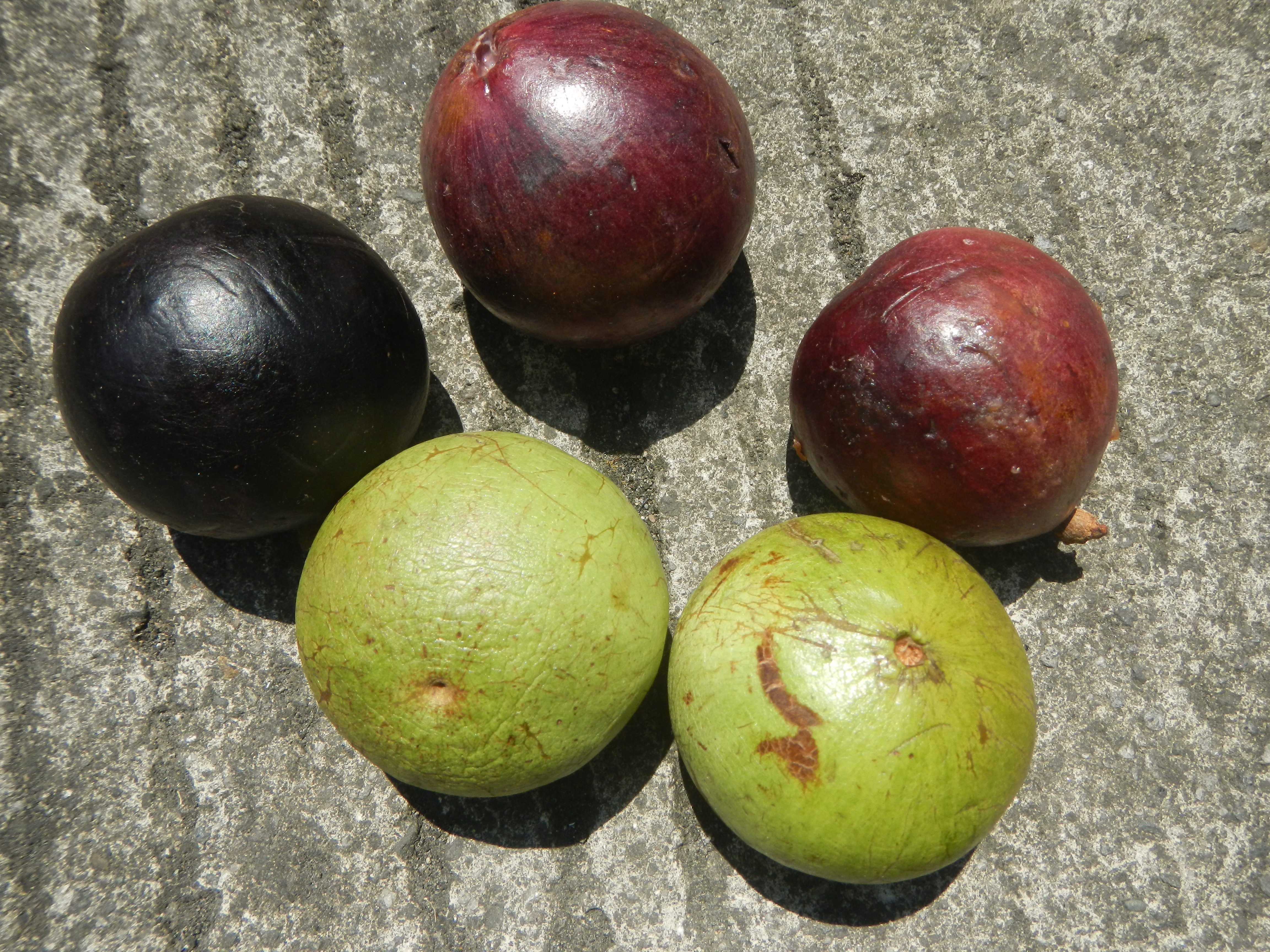
Pomme de lait, fruit du Caïmitier (Chrysophyllum cainito)

La caïmite, aussi appelée pomme de lait ou pomme étoile, est le fruit du Caïmitier (Chrysophyllum cainito), un arbre de la famille des Sapotaceae. 

## Description
On l'appelle :
- « caïmite » vient de l'espagnol caimito, lui-même emprunté au taïno de l’île d’Hispaniola ;
- « pomme de lait », ou  « pomme-lait », du fait qu'une pulpe laiteuse en sort lorsqu'on le coupe ;
- « pomme étoile » car lorsqu'on la coupe perpendiculairement elle montre un cœur étoilé ;
- ផ្លែទឹកដោះគោ (littéralement fruit « lait de vache ») en khmer[1].
- 金星果 jīnxīngguǒ, 星苹果 xīngpíngguǒ ou encore 金心果 jīnxīnguǒ en chinois[1].
- « star apple » ou « milk fruit » en anglais[2].
- « 'āpara feti'a » (pomme étoile) en reo tahiti
- « Vú sữa » qui peut se traduire par "lait maternel" ( Vú = sein / sữa =lait ) en vietnamien

La pomme de lait est un fruit de la taille d'une pomme standard, mais il existe aussi une variété de la taille d'un gros raisin, qui se nomme en Martinique : Bri
Sa peau est ridée et de couleur verte ou violet foncé selon la variété. La variété violette a une peau plus épaisse que la verte qui est, par ailleurs, plus juteuse.
L'intérieur est farineux et contient des pépins non comestibles.

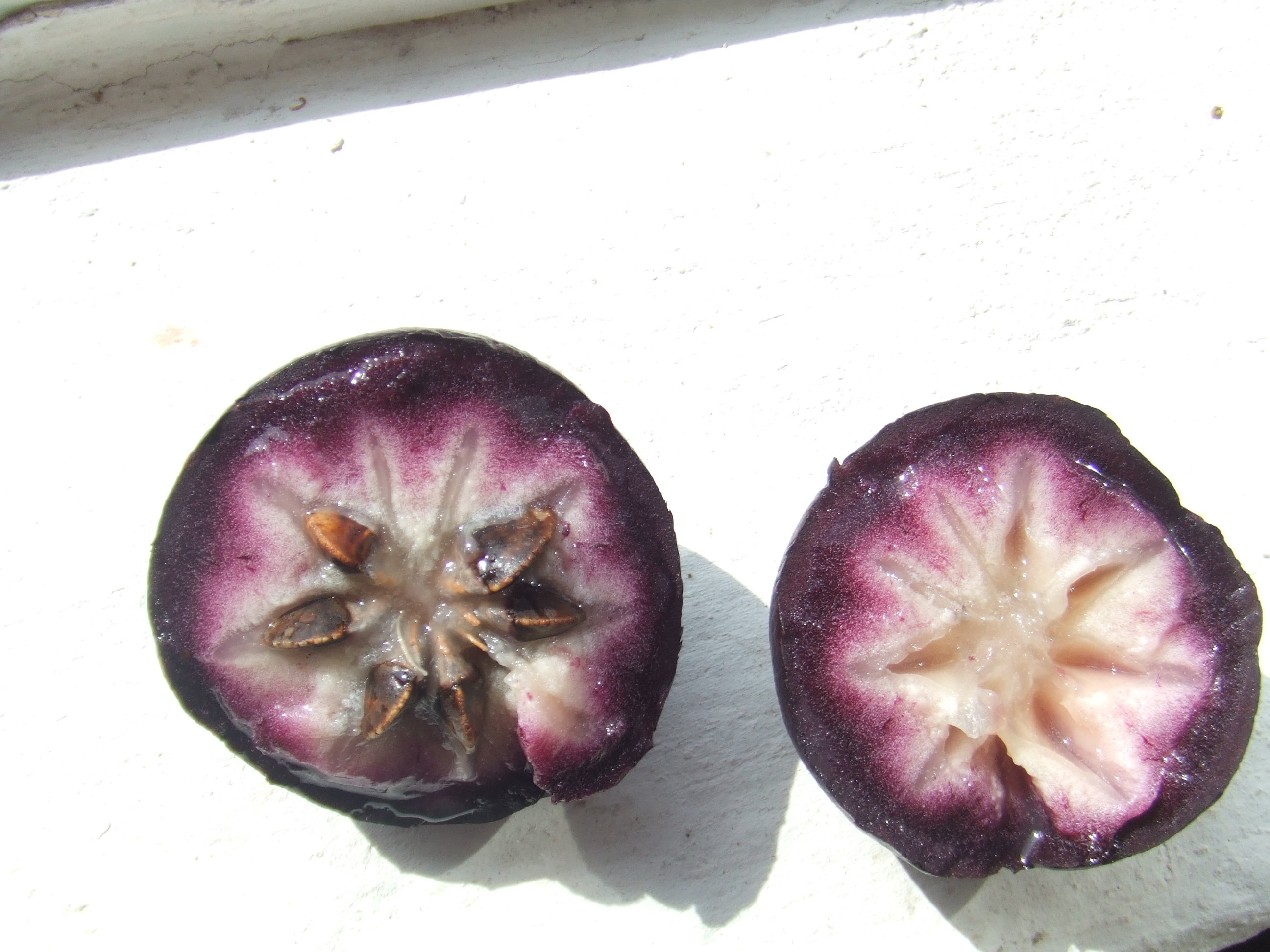
Coupe perpendiculaire d'une pomme de lait (variété violette)
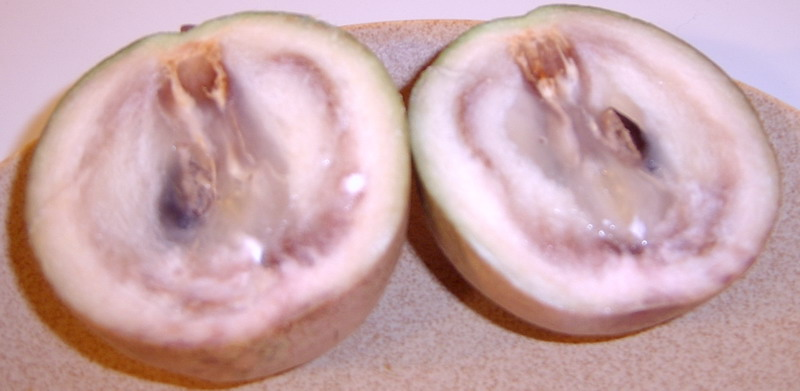
Coupe longitudinale d'une pomme de lait (variété verte)
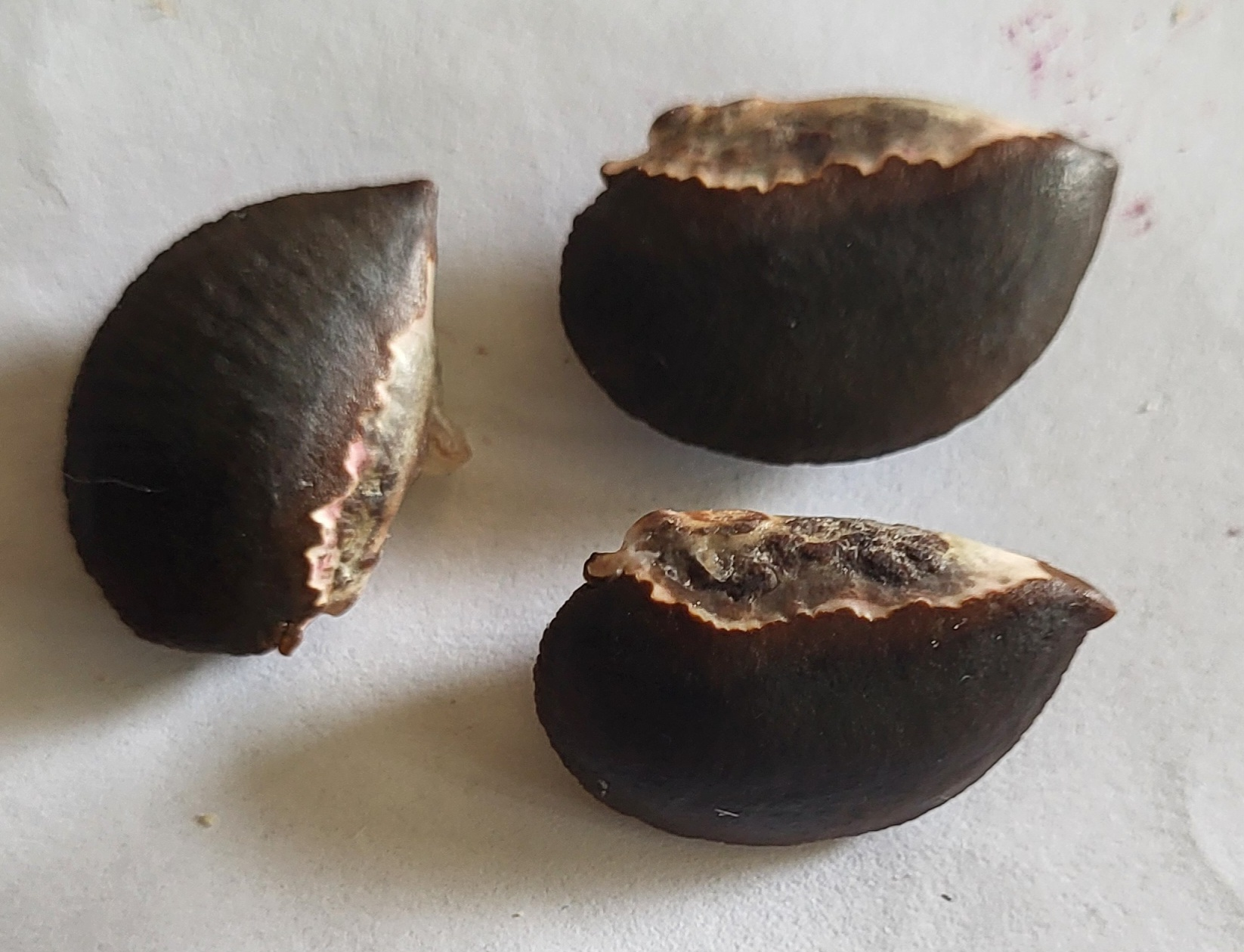
Graines de Chrysophyllum cainito

Attention aux confusions avec la sapote, fruit du sapotier (Pouteria sapota), ou avec l'abricot-pays, fruit de l'Abricotier des Antilles (Mammea americana).

## Production
La pomme de lait se cultive principalement aux Antilles et en Asie. Le caïmitier est un arbre auto-fertile qui mesure entre 6 et 30 m et dont l'écorce est riche en latex. Son feuillage est persistant.

## Utilisations

### Usages alimentaires
La pomme étoile est un fruit riche en vitamine A, B1, B2, B3 et vitamine C surtout en glucides, calcium, fer, fibres, protéines et lipides. Elle est consommée fraiche ou en jus.
La pomme étoile se mange en dessert ou en entrée, c'est un fruit très rafraîchissant. Couper le fruit en deux pour le manger à la petite cuillère. Ne jamais consommer les pépins. Le jus de la pomme étoile entre aussi dans la composition de divers cocktails de jus de fruits et autres en Amérique du Sud et dans les Caraïbes.

### Apports nutritifs
| Pomme de lait (valeur nutritive pour 100 g) |                                |                     |                         |  |  |
| eau : 78 à 79 %                             | valeur énergétique : 67.2 kcal | protéines : 2,33 g  | lipides : g             |  |  |
| glucides : 14.65 g                          | fibres : 3,3 g                 |                     |                         |  |  |
| Sels minéraux & oligo-éléments              |                                |                     |                         |  |  |
| calcium : 17,3 mg                           | fer : 0,7 mg                   |                     |                         |  |  |
| vitamines                                   |                                |                     |                         |  |  |
| vitamine A : 0,39 µg                        | vitamine B1 : 80 µg            | vitamine B2 : 40 µg | B3/PP/Niacine : 1,34 mg |  |  |
| vitamine C : 15,20 mg                       |                                |                     |                         |  |  |